# Шипіцин Андрій Олегович
Шипіцин Андрій Олегович (рос. Шипицин Андрей Олегович; нар. 25 грудня 1969, Астрахань, СРСР) — російський військовий моряк, капітан III рангу Берегової охорони прикордонних військ ФСБ Росії, командир ПСКР «Ізумруд».

## Життєпис
Андрій Шипіцин народився 25 грудня 1969 року в місті Астрахань, СРСР (нині Росія).
Командував сторожовим кораблем «Ізумруд» проекту 22460.

## Інцидент у Керченській протоці
25 листопада 2018 року корабель «Ізумруд» під командуванням Шипіцина був залучений до інциденту біля Керченської протоки. Шипіцин віддав наказ атакувати корабельним озброєнням військові судна України, які йшли в порти Азовського моря.
Як наслідок нападу кораблів Берегової охорони, ВМФ та військової авіації, в якому безпосередньо взяв участь Шипіцин, в Україні, в 10 областях країни, був введений воєнний стан.
Через вчинений напад, Андрій Шипіцин був доданий в базу даних «Миротворець». Службою безпеки України та Військовою прокуратурою України йому були висунуті звинувачення за кількома статтями Кримінального кодексу України: ст. 437 (планування, підготовка, розв’язування та ведення агресивної війни), ст. 15 (замах на злочин), ст. 115 (умисне вбивство),  ст. 28,  ст. 27.